# 幸せの表現
「幸せの表現」（しあわせのひょうげん）は、GABALLが2003年8月6日にリリースしたシングルである。

## 解説
- よみうりテレビ・日本テレビ系列「14ヶ月～妻が子供に還っていく～」主題歌として起用された。
- 「小室哲哉が1980年代調の新曲を作ろうとしている」と聞いた日本テレビのプロデューサー竹綱裕博がオファーを出した[1]。
- 竹綱は「1980年代のTM NETWORKの様な感じで」「不思議に、且つ切なく」と注文し、小室はドラマの脚本を読みながら「どうしようもない状況の中で、『愛する人がいるから幸せ』といえる女性の姿」「夫婦愛」をテーマに制作した[1]。
- 作詞の表現として「テーマは同一ながらも、所々ディテールを変化させていく」という手法をとり、ボーカルは女性視点の歌詞をJoanne・男性視点の歌詞をDJ DRAGONが担当した[2]。
- 「幸せの表現 featuring Erika(from CAT MUSIC COLLEGE)」は当時小室が名誉校長を務めていた「キャットミュージックカレッジ専門学校」のコラボレーションプロジェクト「CAT Prime Challenge」にてオーディションで合格した北薗エリカによるボーカルがレコーディングされた[3]。
- 湯山玲子は「愛の境地には男女の差はないのだろうと思うが、その感覚の受け取り方には差・思惑の違いを表していて、グッとくる」「エレクトロを駆使しながらも、オーガニックな響きを持つトラック。それは大変ロマンチックな恋歌のように聴こえてくる」と評している[2]。

## 収録曲
作詞・作曲・編曲：小室哲哉
| #  | タイトル                                               | 作詞 | 作曲・編曲 | 時間 |
| -- | ------------------------------------------------------ | ---- | ---------- | ---- |
| 1. | 「幸せの表現 featuring Joanne」                        |      |            | 4:07 |
| 2. | 「幸せの表現 featuring DRAGON」                        |      |            | 4:09 |
| 3. | 「幸せの表現 featuring Erika(from CAT MUSIC COLLEGE)」 |      |            | 4:04 |
| 4. | 「幸せの表現 featuring Joanne -Ambient Mix-」          |      |            | 4:08 |
| 5. | 「幸せの表現 -Instrumental-」                          |      |            | 4:07 |

## 参加ミュージシャン
- 松尾和博 - ギター
- 松本零士 - リアレンジ(#3)
- デイブ・フォード - ミキシング(#1,4,5)
- 小室哲哉 - バッキングボーカル・コーラスアレンジメント・ミキシング(#2)
- 河合夕子 - バッキングボーカル・コーラスアレンジメント
- 前田康二 - マスタリング
- 小室みつ子 - リードボーカルディレクション
- 西本貴和子 - リードボーカルディレクション
- 佐竹央行 - ミキシング(#3)、エンジニア
- 和光敏弘 - エンジニア
- 岩佐俊秀 - シンセサイザープログラミング